# Mirror Mirror
Mirror Mirror – singel grupy muzycznej Blind Guardian promujący ich płytę Nightfall in Middle-Earth.
Projekt okładki: Andreas Marschall.

## Utwory
1. Mirror, Mirror 5:07
2. And the Story Ends ("na żywo") 6:47
3. Imaginations from the Other Side ("na żywo") 8:23
4. Beyond the Realms of Death 7:02